# Sin-shum-lisher
Sin-shum-lisher eller Sin-shumu-lishir var kung i Assyrien runt 627 f.Kr.